# Сукадана (держава)
Увага:  Не вказане значення "common_name"

Сукадана — малайська держава на заході острова Калімантан, що існувала у XV—XVIII століттях. Надалі перебувала під протекторатом Нідерландів. У 1786 року захоплена сусіднім султанатом Понтіанаком за погодженням з голландцями.

## Історія
За переказами заснована у XIII—XIV століттях переселенцями з Танджунгпури внаслідок ї їпоразки від імперії Маджапагіт. За іншими даними утворилася в кінці XVI століття. Засновником держави називають Бравіджаю (малай. Brawijaya) з Яви.
На початку XVI століття правителі Сукадани контролювали узбережжя від мису Танджунг-Дату в сучасному Сараваку до Танджунг-Путінга на захід від Банджармасіна.
1609 року правителька Сукадани вбила свого чоловіка та захопила владу. Вона була при владі до 1622 року.
На початку XVII століття індуїстський раджа Сукадани прийняв іслам і проголосив себе султаном Мухаммадом Шафіуддіном. Невдовзі чоловіком Рату Сурії Кусуми, сестри султана, став брунейський раджа (принц) Тенга, надалі султан Сараваку. За іншою версією, султанат був проголошений раніше, приблизно у 1550-ті роки.
Сукадана конкурувала з сусіднім султанатом Самбасом, що входив до сферу впливу Брунею, а надалі — Джохору. Сусідня держава Ландак то потрапляла під вплив Сукаданських правителів, то набувала незалежності.
Голландці почали налагоджувати зв'язки з Сукаданою 1607 року. Тоді до Борнео прибув мореплавець і торговець Самуел Бломмаерт. 1617 року Голландська Ост-Індійська компанія відкрила в Сукадані торговий пост. 1622 року Сукадана була захоплена військами Матараму й пост було знищено. Утім занепад Матараму після 1650 року знову відновив незалежність і владу Сукадани в західному Борнео.
У XVIII столітті Сукадана занепала, потрапила під контроль Султанату Бантен, а ключову роль у регіоні почали відігравати її конкуренти Самбас, Банджармасін та Понтіанак. 1778 року вона була передана Бантеном Голландській Ост-Індійській компанії, а 1786 року столиця Сукадани зруйнована військами Ост-Індійської компанії в інтересах Понтіанаку, хоча надалі й відбудована, але султанат більше не відновився. Правляча династія Сукадани на цьому перервалася, а її вцілілі представники втекли до міста Матан на річці Сімпанг, потім до поселень на річці Паван, а врешті — до селища Матан навпроти міста Кетапанг. 1870 року вони прийняли титул «володарів Матану та Танджунг-Пури».

## Економіка
Сукадана була розташована поблизу гирла великої річки Капуас, контролюючи всю торгівлю з племенами даяків, які мешкали вище по річці та її численних притоках.
Разом із Самбасом Сукадана у XVII столітті була одним із важливих джерел діамантів на Борнео. Першими торгувати ними стали голландці, пізніше англійці.